# Unter dem Pflaster liegt der Strand (Zeitschrift)
Unter dem Pflaster liegt der Strand war eine anarchistische Kulturzeitschrift, die von 1974 bis 1985 in 15 Jahresbänden im anarchistischen Karin Kramer Verlag in Berlin erschien.

## Geschichte
Sie wurde herausgegeben von Hans Peter Duerr und trug anfangs den Untertitel Anarchismus heute und später Zeitschrift für Kraut und Rüben. 2013 erschien nach 28 Jahren Pause ein letzter Band.
Schwerpunkte der Zeitschrift waren Anarchismus, anarchistische Erkenntnistheorie, Schamanismus, Hexenwesen und indigene Kulturen.
Die Zeitschrift veröffentlichte Texte unter anderem von anarchistischen Klassikern, von Murray Bookchin, Pierre Clastres, Henning Eichberg, Paul Feyerabend, Hubert Fichte und Hans Sebald.
Ein Sonderband war 1982 der Indianerforschung von Werner Müller zu dessen 75. Geburtstag gewidmet.